# Devourment
Devourment est un groupe de brutal death metal américain, et pionnier et emblème de la scène slam death metal, originaire de Dallas, au Texas. Formé en 1995, le groupe se sépare puis se reforme trois fois, Brad Fincher restant le seul membre de la formation originale. La formation actuelle comprend Ruben Rosas, Chris Andrews, Dave Spencer, et Brad Fincher. Le groupe est actuellement signé au label Relapse Records, et auparavant signé chez Brutal Bands, United Guttural, et Corpse Gristle Records.
Depuis la formation du groupe, Devourment compte une démo, Impaled, et un album, Molesting the Decapitated, avant de se séparer à la suite de l'incarcération du chanteur Ruben Rosas. Le groupe se reforme brièvement pendant son incarcération, (1.3.8.). Depuis, le groupe compte également deux DVD, et quatre albums studio: Butcher the Weak, Unleash the Carnivore,  Conceived in Sewage, et Obscene Majesty.

## Biographie

### Formation et débuts (1995–1999)
Devourment est formé en 1995 après la séparation du groupe de death metal Necrocide. Le batteur de Necrocide, Brad Fincher, et le guitariste, Braxton Henry, font la rencontre de l'ancien chanteur du groupe Meatus, Wayne Knupp, pour jouer du brutal death metal. Cependant, le groupe fraichement formé n'atteint que de très peu son objectif — Knupp revient dans sa ville, Chicago, et Fincher emménage à San Antonio pour ses études. Des mois plus tard, lorsque les deux membres emménagent à Dallas, Henry forme son propre groupe, Dead Industry. Knupp se met en contrat avec Brian « Brain » Wynn, et reforment ensemble le groupe,. Cette formation est souvent citée comme étant « l'originel »,. Le groupe réalise sa première promo, qui comprend deux chansons, Shroud of Encryption et Festering Vomitous Mass, qui est produit par le futur guitariste Braxton Henry.
Quelques mois plus tard, Kevin Clark (ex-Sintury) se joint au groupe comme second guitariste, et Mike Majewski endosse la basse. Majewski travaillait auparavant dans la distribution et les couvertures du groupe. Le groupe enregistre Choking on Bile qu'ils ajoutent à la démo originale. Elle est publiée en 1997 par le label Corpse Gristle Records sous le titre de Impaled. Knupp quitte ensuite le groupe à cause de problèmes internes. Il est remplacé par Ruben Rosas, qui jouait de la guitare et chantait pour un groupe local appelé Detrimental.

### Molesting the Decapitated(1999–2002)
En 1999, Devourment signe un contrat avec United Guttural et commence à enregistrer son premier album, Molesting the Decapitated, de nouveau produit par Braxton. L'album est publié plus tard dans l'année. L'accueil est plutôt positive ; Blas, de Global Domination, félicite la brutalité de l'album, expliquant que « si vous cherchez la définition du mot 'Brutal' dans le dictionnaire, vous y trouverez le logo de Devourment. » Il félicite aussi les parties vocales, mais les morceaux de batterie le laissent sur sa faim. Dan Staige, de Metal Review, explique que les instruments sont « remarquablement balancés ».
Le groupe joue en soutien à l'album dans le Colorado. Majewski expliquant que le groupe a enregistré l'album en 1998, l'album est apparemment publié en 1999,. Ils jouent notamment avec Macabre et Cephalic Carnage. Peu après, Rosas est arrêté et incarcéré pendant deux ans et demi, ce qui mène à la séparation du groupe.
Devourment revient pendant l'incarcération de Rosas, et comprend Knupp au chant à la place de Rosas, et Braxton Henry qui rejoint le groupe à la place de Brian Wynn. Le groupe enregistre un single, Babykiller, qui sera inclus dans la compilation Southern Uprising. La chanson est aussi incluse dans la compilation du groupe, 1.3.8.,. La compilation est publiée quatre fois — une fois par Corpse Gristle Records pendant l'incarcération de Rosas, une fois par Unmatched Brutality Records en 2004, une fois après la libération de Rosas par Displeased Records puis en édition limitée par le label Night of the Vinyl Dead. Après la libération de Rosas en 2002, il reforme le groupe avec de nouveaux membres ; il endosse le chant, et se joint aux guitaristes Robert Moore et Kevin Clark, au batteur Jeremy Peterson et au bassiste Joseph Fontenot (plus tard membre de Jacknife). Clark est ensuite remplacé par Chris Hutto de Ingurgitate. La formation de Rosas joue quelques concerts, mais se sépare encore peu de temps après.

### Butcher the Weaket décès de Knupp (2005–2007)
Quelques années plus tard, Knupp, Rosas, et Majewski reforment Devourment. Eric Park, anciennement de Suture, se joint au groupe pour l'enregistrement du deuxième album de Devourment. Le groupe entre en studio en août 2005 pour commencer l'enregistrement de Butcher the Weak, et termine l'album en novembre 2005. Pour l'album, Majewski effectue les parties vocales, Rosas joue de la guitare et la basse, et Park de la batterie,. D'après Josh Thorne de fourteen g, la « production est bien meilleure » qu'elle ne l'était sur Molesting the Decapitated, mais Majewski explique que les deux albums ont été enregistrés dans le même studio. La couverture de l'album est réalisée par Majewski.
Le 15 septembre 2007, Wayne Knupp décède des suites de complications liées à l'abus d'alcool. N'étant plus membre de Devourment, il participe à divers apparitions du groupe comme au Central Illinois Metalfest durant la même année. La compagne de Knupp poste un message sur sa page Myspace confirmant son décès et remerciant les personnes l'ayant soutenues. Majewski expliquera que son décès a eu un impact considérable sur le groupe.
Depuis Butcher the Weak, Devourment enregistre quelques compilations et continue de tourner. Il participe à divers festivals comme le Central Illinois Metalfest, The Goregrowler's Ball et le Fuck the Commerce en Allemagne. Devourment publie aussi son deuxième DVD en janvier 2007. En octobre 2007, Majewski annonce la préparation d'un troisième album en mi-2008.

### Unleash the Carnivore(2009–2010)
Le troisième album de Devourment, Unleash the Carnivore, est publié en 2009 au label Brutal Bands. La couverture est réalisée par Dan Seagrave et Pär Olofsson. Unleash the Carnivore est suivi en 2010 par la tournée Unleash the Carnivore tour. Le 14 juillet 2010, Devourment annonce la signature du groupe au label Relapse Records.

### Conceived in Sewage(depuis 2011)
Devourment se lance dans l'écriture de nouvelles chansons en 2011, et traverse St. Petersburg, Floride, en juin 2012 pour enregistrer son quatrième album. En janvier 2013, Devourment publie le single Fifty Ton War Machine. Le nouvel album, intitulé Conceived in Sewage, est enregistré avec Erik Rutan, et publié le 19 février 2013.
Le groupe annonce une tournée américaine en 2013 avec Dying Fetus et en soutien à Exhumed, Waking the Cadaver et Abiotic, mais annule son apparition trois mois à l'avance. Cet événement mène à des rumeurs selon lesquelles le groupe se serait séparé, ce que Majewski dément aussitôt.
Le 19 mai 2014, Devourment annonce le départ de Majewski et du batteur Eric Park. Le guitariste Ruben Rosas endosse le rôle de chanteur, et le bassiste Chris Andrews endosse le rôle de guitariste. Brad Fincher (parti de Devourment en 2001) rejoint le groupe à la batterie, et le bassiste Dave Spencer se joint à eux.

## Membres
- Ruben Rosas – chant (1999–2004, depuis 2014), guitare (2005–2013)
- Chris Andrews – guitare (depuis 2014), basse (2005–2014)
- Brad Fincher – batterie (1995–2001, depuis 2014)
- Dave Spencer – basse (depuis 2014)

## Discographie
- 1997 : Impaled (démo)
- 1997 : Promo 97 (démo)
- 1999 : Promo 99 (démo)
- 1999 : Molesting the Decapitated
- 2000 : 1.3.8. (best of/compilation)
- 2002 : Kill That Fucking Bitch (single)
- 2005 : United States of Goregrind Split, 2005
- 2005 : Official DVD (DVD)
- 2005 : Butcher the Weak
- 2006 : 2006 Promo EP
- 2006 : Split Promo Demo
- 2006 : Limb Splitter (split)
- 2007 : Official DVD (2xDVD)
- 2009 : Unleash the Carnivore
- 2013 : Conceived in Sewage
- 2019 : Obscene Majesty